# Jacques Finné
Jacques Finné (Bruselas, 29 de marzo de 1944) es un escritor, traductor y crítico literario, especialista en demonología e historias de fantasía.
Es reconocido como el uno de los mayores especialistas europeos en literatura fantástica. Está particularmente interesado en el dominio anglosajón y el tema de los vampiros.

## Biografía
Jacques Finné estudió en la Facultad de Filosofía y Letras de la Universidad libre de Bruselas, paralelamente a cursos de arte lírico. En 1978 presentó su tesis doctoral titulada "La organización sobrenatural: un ensayo sobre literaturafantástica". Enseñó en Suiza entre los años 1972 y 2006.
Es autor de muchas traducciones de novelas y cuentos fantásticos, incluida una traducción muy notable de la novela Drácula de Bram Stoker, publicada en 1979 y muy a menudo reeditada.
También ha publicado varios ensayos, como "Panorama de la Literatura Fantástica Americana", publicado por Terre de Brume, y una bibliografía de Drácula publicada por L'Âge d'Homme, así como numerosas antologías.
Durante mucho tiempo ha fomentado la pasión por la ópera, a la que dedicó un libro en 1982: "Ópera sin música, introducción al arte lírico."
Durante la década de los 2000, se interesó por las escritoras victorianas, con seis selecciones aparecidas a las ediciones José Corti.
En 2017, Jacques Finné publicó una antología sobre la figura de Gul y un ensayo en torno a la misma criatura. Estos dos libros están disponibles en las ediciones de Terre de Brum y continúan la triple antología "Trois Saigneurs de la nuit", publicada por Nouvelles Editions Oswald en honor al Gul (junto a vampiros y hombres lobo) .